# 牛鬼

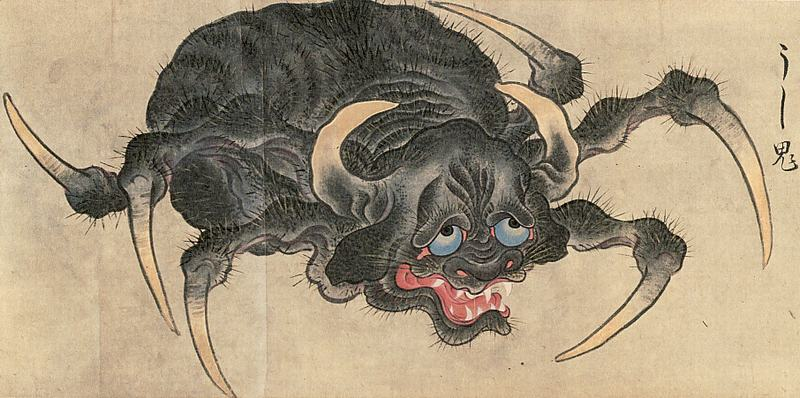
佐脇嵩之『百怪図巻』の「うし鬼」

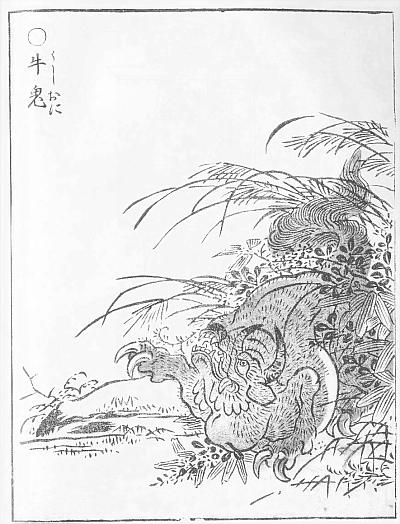
鳥山石燕『画図百鬼夜行』より「牛鬼」

鳥取県境港市・水木しげるロードに設置されている「石見の牛鬼」のブロンズ像。

牛鬼（うしおに、ぎゅうき）は、西日本に伝わる妖怪。主に海岸に現れ、浜辺を歩く人間を襲うとされている。

## 概要
各地で伝承があり、その大半は非常に残忍・獰猛な性格で、毒を吐き、人を食い殺すことを好むと伝えられている。ただし、その中の一部には悪霊を祓う神の化身としての存在もいる（後述）。
伝承では、頭が牛で首から下は鬼の胴体を持つ。または、その逆に頭が鬼で、胴体は牛の場合もある。また、山間部の寺院の門前に、牛の首に人の着物姿で頻繁に現れたり、牛の首、鬼の体に昆虫の羽を持ち、空から飛来したとの伝承もある。
海岸の他、山間部、森や林の中、川、沼、湖にも現れるとされる。特に淵に現れることが多く、近畿地方や四国にはこの伝承が窺える「牛鬼淵」「牛鬼滝」という地名が多く残っている。
『百怪図巻』など江戸時代に描かれた妖怪絵巻では、牛の首をもち蜘蛛の胴体を持っている姿で描かれることが多い。『百鬼夜行絵巻 (松井文庫)』では同様の絵が「土蜘蛛」という名で記され牛鬼（鳥山石燕『画図百鬼夜行』に似たものが描かれている）と区別されている例もいくつか見られる。

## 各地の伝承
三重県
三重県では牛鬼はひどく祟るとされた。かつて南伊勢町・五ヶ所浦の洞穴に牛鬼がいるといわれ、五ヶ所城の城主・愛洲重明が弓で射たところ、その祟りで正室が不治の病となってしまった。これがもとで重明は正室を疎んじ、京から来た白拍子を溺愛するようになった。これにより正室の親元である北畠氏は愛洲氏と不仲となり、愛洲氏を滅ぼしてしまったという。
和歌山県
西牟婁郡の牛鬼淵は、底が海にまで通じており、淵の水が濁ると「牛鬼がいる」といわれた。ここの牛鬼は出会っただけで人を病気に至らしめるという。このようなときは「石は流れる、木の葉は沈む、牛は嘶く、馬は吼える」などと逆の言葉を言うと、命が助かるという。またこの地の牛鬼は、猫のような体と1丈（約3.3メートル）もの尾を持ち、体が鞠のように柔らかいので歩いても足音がしないという。
上戸川では滝壺に牛鬼がいるといい、これに影を嘗められた人間は高熱を発して数日のうちに死ぬといわれ、それを避けるため毎年正月に、牛鬼の好物である酒を住処に供えたという。
三尾川の淵の妖怪譚では、牛鬼が人間に化け、さらに人間を助けるというたいへん珍しい話がある。青年が空腹の女性に弁当を分けたところ、その女性は淵の主の牛鬼の化身で、2ヶ月後に青年が大水で流されたときに、牛鬼に姿を変えたその女性に命を救われた。だが牛鬼は人を助けると身代りとしてこの世を去るという掟があり、その牛鬼は青年を救った途端、真っ赤な血を流しながら体が溶けて、消滅してしまったという。
岡山県
牛窓町（現・瀬戸内市）に伝わる話では、神功皇后が三韓征伐の途中、同地にて塵輪鬼（じんりんき）という頭が八つの大牛姿の怪物に襲われて弓で射殺し、塵輪鬼は頭、胴、尾に分かれてそれぞれ牛窓の黄島、前島、青島となった。皇后の新羅からの帰途、成仏できなかった塵輪鬼が牛鬼に化けて再度襲い掛かり、住吉明神が角をつかんで投げ飛ばし、牛鬼が滅んだ後、体の部分がバラバラになって黒島、中ノ小島、端ノ小島に変化したという。牛窓の地名は、この伝説の地を牛転（うしまろび）と呼んだものが訛ったことが由来とされる。また、鎌倉時代に成立した八幡神の神威を紹介する神道書・『八幡愚童訓』にも塵輪（じんりん）という鬼が仲哀天皇と戦ったことが記されており、先述の伝承の由来とされる。
『作陽志』には、美作苫田郡越畑（現・苫田郡）の大平山に牛鬼（ぎゅうき）と名付けられた怪異が記されている。寛永年間に20歳ばかりの村民の娘が、鋳（カネ）山の役人と自称する男子との間に子供をもうけたが、その子は両牙が長く生え、尾と角を備えて牛鬼のようだったので、父母が怒ってこれを殺し、鋳の串に刺して路傍に曝した。民俗学者・柳田國男はこれを、山で祀られた金属の神が零落し、妖怪変化とみなされたものと述べている。
山陰地方
山陰地方から北九州にかけての沿岸では、牛鬼では濡女や磯女と共に海中から現れるといい、女が赤ん坊を抱いていて欲しいなどと言って人を呼びとめ、相手が赤ん坊を抱くと石のように重くなって身動きがとれなくなり、その隙に牛鬼に食い殺されるという。牛鬼は美女に化けるといわれるため、牛鬼自身が濡女や磯女に化けているのではないかという指摘もある。石見（現・島根県）でも同様に、釣り人のもとに赤ん坊を抱えた怪しげな女が現れ「この子を少しの間、抱いていて下さい」というので抱き取ったところ、女が消えたかと思うと海から牛鬼が現れ、しかも腕の中の赤ん坊が石に変わり、あまりの重さに逃げることができないでいたところ、彼の家にあった代々伝わる銘刀が飛来して牛鬼の首に突き刺さり、九死に一生を得たという。牛鬼はほかにも地名由来に関わっている場合もあり、山口県光市の牛島などは牛鬼が出たことに由来する。
高知県
明和3年（1776年）の大旱魃の年に岡内村（現・香美市）の次郎吉という男が、峯ノ川で牛鬼を目撃したという。また同県の民話では、ある村で家畜の牛が牛鬼に食い殺され、退治しようとした村人もまた食い殺されていたところへ、話を耳にした近森左近という武士が弓矢の一撃で退治した。村人たちは大喜びで、弓を引く真似をしながら左近の牛鬼退治の様子を話したといい、これが同県に伝わる百手祭の由来とされる。
物部村市宇字程野（現・香美市）に伝わる話では、2-3間の深さのすり鉢状の穴に落ち抜け出せずに泣いている牛鬼を、屋地に住んでいる老婆が助け、それ以来牛鬼はその土地の者には祟りをしなかったという。
土佐山村にある鏡川の支流である重倉川に牛鬼淵があり、昔、こけ淵と呼ばれていた頃に牛鬼が住んでいて、ある時、長谷集落の猟師が夜間にぬた撃ちに出かけた際、身の丈7尺、身体は牛で顔は鬼のような姿の牛鬼と遭遇して、これを射殺。牛鬼は淵に沈んで7日7夜血を流し、後に7尺ほどの骨が浮かんできたので、小さなお宮を立てて祭り、お宮を「川内さま」、こけ淵を牛鬼淵と呼ぶようになった。
愛媛県
宇和島地方の牛鬼伝説は、牛鬼の伝承の中でも特に知られている。かつて牛鬼が人や家畜を襲っており、喜多郡河辺村（現・大洲市）の山伏が退治を依頼された。村で牛鬼と対決した山伏は、ホラガイを吹いて真言を唱えたところ、牛鬼がひるんだので、山伏が眉間を剣で貫き、体をバラバラに斬り裂いた。牛鬼の血は7日7晩流れ続け、淵となった。これは高知県土佐山、徳島県白木山、香川県根来寺にそれぞれ牛鬼淵の名で、後に伝えられている。
別説では、愛媛県に出没した牛鬼は顔が龍で体が鯨だったという。同じ「牛鬼」の名の伝承でも地域によって著しく姿形が異なることから、妖怪研究家・山口敏太郎は、水から上がってくる大型怪獣はすべて「牛鬼」の名で呼ばれていたのではないかと述べている。
宇和島藩のお家騒動である和霊騒動を機に建立された和霊神社では、例祭として7月23日と24日に「牛鬼まつり」が行われている。
ツバキの根説
牛鬼の正体は老いたツバキの根という説もある。日本ではツバキには神霊が宿るという伝承があることから、牛鬼を神の化身とみなす解釈もあり、悪霊をはらう者として敬う風習も存在する。またツバキは岬や海辺にたどり着いて聖域に生える特別な花として神聖視されていたことや、ツバキの花は境界に咲くことから、牛鬼出現の場所を表現するとの説もある。共に現れる濡女も牛鬼も渚を出現場所としており、他の場所から出てくることはない。

## 古典
民間伝承上の牛鬼は西日本に伝わっているが、古典においては東京の浅草周辺に牛鬼に類する妖怪が現れたという記述が多い。

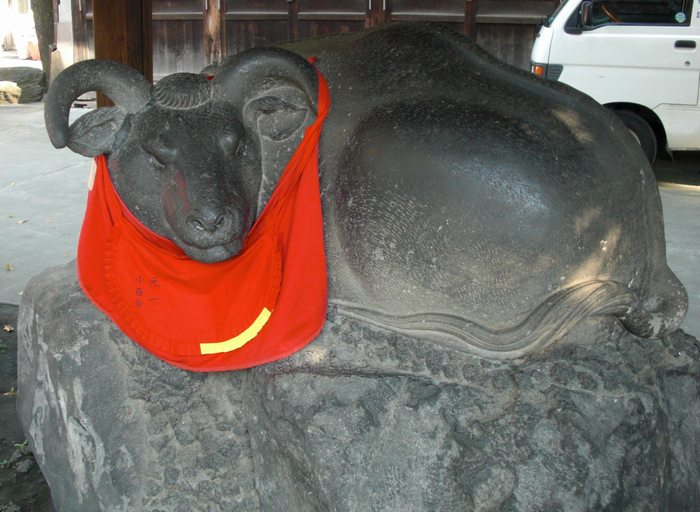
東京都墨田区の牛島神社の撫で牛

鎌倉時代の『吾妻鏡』などに、以下の伝説がある。建長3年（1251年）、浅草寺に牛のような妖怪が現れ、食堂にいた僧侶たち24人が悪気を受けて病に侵され、7人が死亡したという。『新編武蔵風土記稿』でもこの『吾妻鏡』を引用し、隅田川から牛鬼のような妖怪が現れ、浅草の対岸にある牛島神社に飛び込み、「牛玉」という玉を残したと述べられている。この牛玉は神社の社宝となり、牛鬼は神として祀られ、同社では狛犬ならぬ狛牛一対が飾られている。また「撫で牛」の像があり、自身の悪い部位を撫でると病気が治るとされている。この牛鬼を、牛頭天王の異名と牛鬼のように荒々しい性格を持つスサノオの化身とする説もあり、妖怪研究家・村上健司は、牛御前が寺を襲ったことには宗教的な対立が背景にあるとしている。
『枕草子』において「おそろしきもの」としてその名があげられており（148段）、また『太平記』においては源頼光と対決した様子が描かれている。
江戸時代初期の古浄瑠璃である『丑御前の御本地』によれば、平安時代の豪族・源満仲の妻が、胎内に北野天神が宿るという夢をみたのち、三年三月と云う長い妊娠期間を経て、丑の年丑の日丑の刻に男児を出生した。この男児は源頼光の弟（原文では「らいくわうの御しやてい」「ただの満中が次男」）にあたるが、牛の角と鬼の顔を持つために殺害されかける。しかし、殺害を命じられた女官が救い出して山中で密かに育て、成長して丑御前と呼ばれるようになる。満仲は妖怪退治の勇者である息子の源頼光に丑御前の始末を命じる。丑御前は関東に転戦し徹底抗戦、隅田川に身を投げ体長約30メートル（十丈）の牛に変身して大暴れしたという。

## 怪火としての牛鬼
関宿藩藩士・和田正路の随筆『異説まちまち』には、怪火としての「牛鬼」の記述がある。それによれば、出雲国（現・島根県北東部）で雨続きで湿気が多い時期に、谷川の水が流れていて橋の架かっているような場所へ行くと、白い光が蝶のように飛び交って体に付着して離れないことを「牛鬼に遭った」といい、囲炉裏の火で炙ると消え去るという。これは新潟県や滋賀県でいう怪火「蓑火」に類するものと考えられている。
また因幡国（現・鳥取県東部）の伝承では、雪の降る晩に小さな蛍火のような光となって無数に蓑に群がり、払っても地に落ちまた舞い上がり着き、やがて蓑、傘ともに緑光に包まれるという。

## 実在する牛鬼の遺物
徳島県阿南市のある家では、牛鬼のものと伝えられる獣類の頭蓋骨が祠に安置されている。これはかつてある家の先祖が、地元の農民たちの依頼で彼らを苦しめる牛鬼を退治し、その首を持ち帰ったのだという。
福岡県久留米市の観音寺にも牛鬼の手とされるミイラがある。康平年間（1063年）に現れた牛鬼のもので、牛の首に鬼の体を持ち、神通力を発揮して近隣住民を苦しめ、諸国の武士ですら退治をためらう中、観音寺の住職・金光上人が念仏と法力で退治したものという。手は寺へ、首は都へ献上され、耳は耳納山へ埋められたという。耳納山の名はこの伝説に由来する。
香川県五色台の青峰の根香寺には、牛鬼のものとされる角が秘蔵されている。これは江戸時代初めに青峰で山田蔵人高清なる弓の名手に退治された牛鬼とされ、同寺に残されている掛軸の絵によると、その牛鬼は猿のような顔と虎のような体を持ち、両前脚にはムササビまたはコウモリのような飛膜状の翼があったという。この掛軸と遺物は、現在では諸々の問題により一般公開されておらず、ネット上でのみ公開されている。

## 祭礼の牛鬼

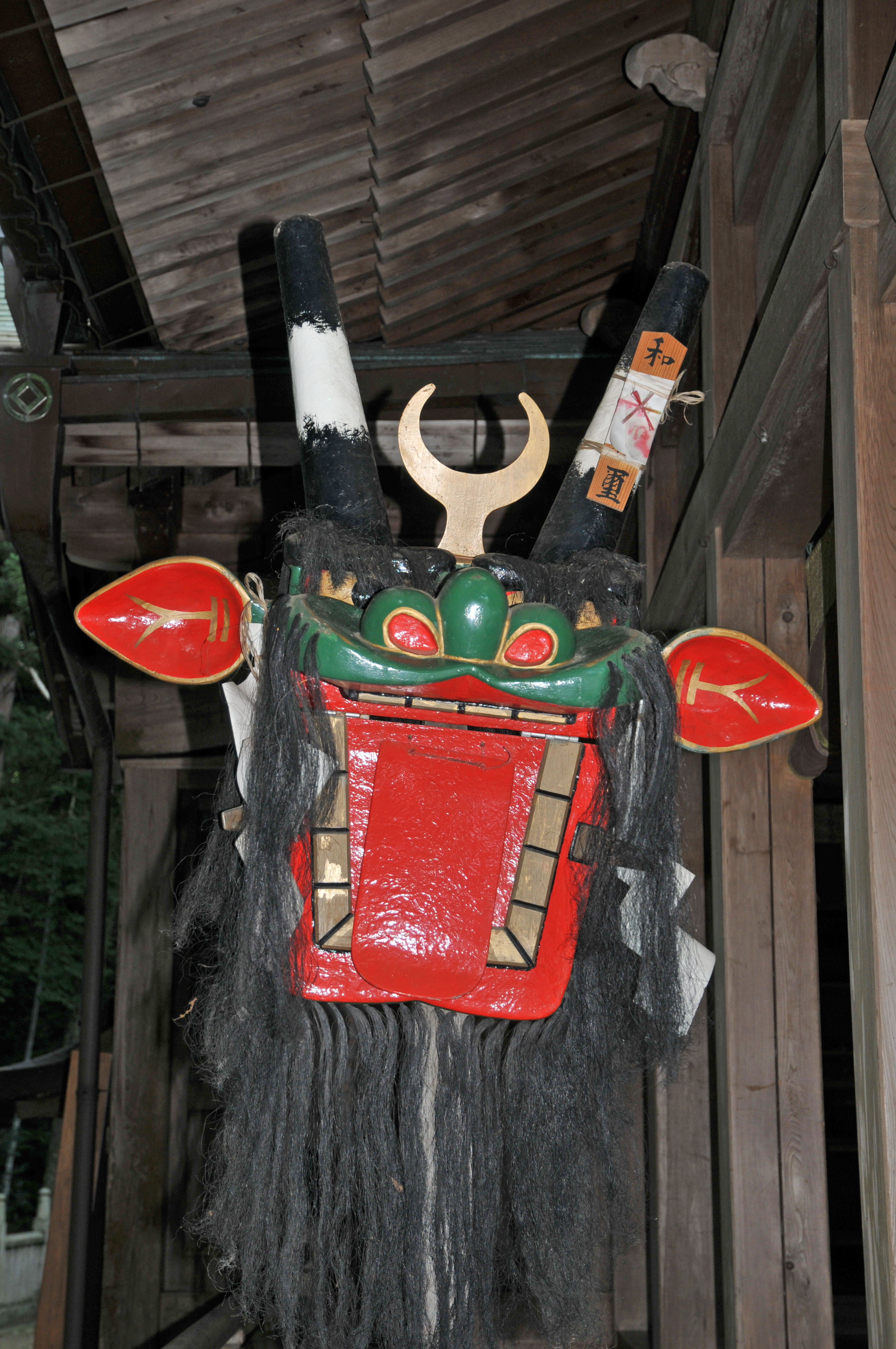
宇和島・和霊神社の牛鬼面

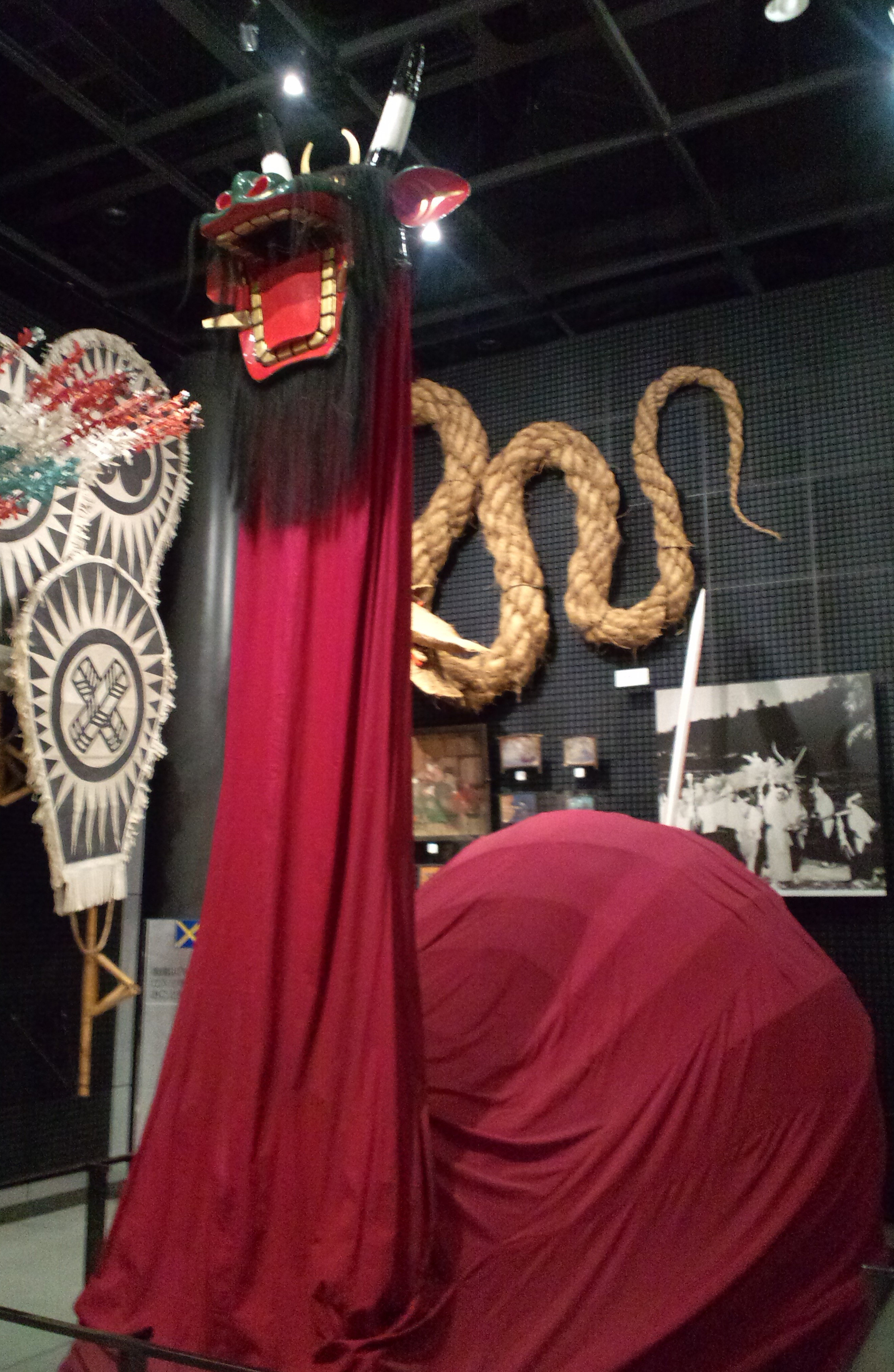
牛鬼の山車（国立民族学博物館・大阪市吹田市）

愛媛県の南予地方、とくに宇和島市とその周辺の地域等においては、地方祭において牛鬼（うしおに）と呼ばれる山車が町を練り歩く。由来は前述のように牛鬼を神聖視する説のほか、伊予国の藤内図書と蔵喜兵ノ尉という人物が牛鬼を退治したという話、徳島県海部郡の牛鬼を伊予の人物が退治したという話、豊臣秀吉の朝鮮出兵の際に加藤清正が朝鮮の虎を脅すために亀甲車を作った話など、諸説ある。
形態
基本形は竹組みの亀甲型の本体に、頭（正式名称：「かぶ」）と尾（同：「剣」）を取り付けたものである。「かぶ」は、数メートルの竹の先に取り付けられ、反対側の先に取り付けられた丁字形の取っ手（同：「しゅもく」）で自由に動かすことができる。これを扱うのは名誉とされる。地域によっては、首が伸び縮みするしかけを持ったものもある。「剣」は、本体内部でロープで結ばれている。これを大勢がかついで練り歩く。時に、「かぶ」と「剣」を激しく揺らぶらせ、また回転して、気勢を上げる。ただし、ぶつけあう、いわゆる「けんか」は全く行われない。本体は大別して、棕櫚をかぶせたもの（これが原始系とされる）と、黒・赤などの布をかぶせたもの（発展系とされる）の2タイプがある。大きさは棕櫚の方が小さめである。発展系の中には金色に輝くものもある。
なお「子供が牛鬼に頭を噛んでもらうと、賢くなる」という言い伝えがあり、担ぎ手が休んでいるときなどは、近隣の者が子や孫を連れてきて、頭を噛んでもらっている。
祭りと牛鬼
牛鬼は宇和島地方の祭りの主役である。特に、7月22日〜24日に行われる和霊大祭では、宇和島市内のみならず、山間部や高知県側（西土佐村）からも牛鬼の出場がある。宇和島市の職員や、各地区で牛鬼保存会がつくられている。また、秋祭りにおいても牛鬼が出る（小規模な地方祭や、西予市明浜町など）。愛媛県を代表する祭りとして、新居浜市の太鼓台、西条市のだんじりとともに、各地のイベント等に出場することがある。
宇和島市とハワイ州ホノルル市や愛媛県とハワイ州の友好姉妹都市の関係で毎年6月第1金・土・日にホノルル行われるまつりインハワイでは、丸穂牛鬼保存会と宇和島市役所牛鬼保存会の有志が宇和島牛鬼保存会として参加している。
南予地方では神輿の先駆けと家の悪魔祓いの役をするという。
また、佐田岬地域、西予市三瓶町、喜多郡などでも、祭礼に牛鬼が登場する。
歴史
かつては、愛媛県の久万高原町の付近にも牛鬼はあったとの記録が残っているが、今日では残っていない。
その他
牛鬼の面（かぶ）
JR予讃線・宇和島駅の構内に牛鬼の「かぶ」が飾られている。このほか、宇和島地方の郷土料理店などに牛鬼の「かぶ」を模したものが飾られることがある。松山市内の宇和島料理店でも「かぶ」を見かけることがある。
菊間の牛鬼
今治市菊間町の加茂神社の秋の祭礼には東予地方では唯一、牛鬼が出場する。黒い布をかぶせた丸胴でやや大ぶりのものである。
愛媛県以外でも、奄美大島では「ナマトヌカヌシ」という牛神信仰祭があり、八角八足八尾の星形のまだら模様を無数にもつ牛の妖怪神（農耕神）が海から上がり、チャルメラのような大声で叫んで篝火の間を徘徊し、島人は地に頭をつけて迎えるという。だが実際には作り物の神であり、本土人にそう言われるのを島人は忌み嫌うという。
長崎県南高来郡（現・雲仙市）では「トオシモン」、愛媛県宇和島では「ウショウニン」、鹿児島県日置郡市来町（現・いちき串木野市）では「ツクイモン」の名で同様の牛鬼、牛神祭が行われている。また同じく大隅半島の鹿児島湾沿いの村では「ウンムシ（海牛）」の名で、黒い牛の化け物が海から這い上がり徘徊するという。このウンムシの現れる時期は盆の後の27日と決まっているため、その日にはこの地方の人々は海に出ることを避けるという。
妖怪漫画家・水木しげるは、牛鬼の背後には牛に関する古代インド神として、大自在天の化身である伊舎那天や閻魔天が関係しており、また近隣に菅原道真（= 天満大自在天）を祀った天満宮があることが関係していると推測している。